# Road/Track

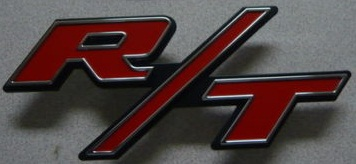
Insigne R/T.

Road/Track (ou R/T) est la finition de performance utilisée sur les automobiles Dodge depuis les années 1960 (à l'image du Chevrolet Super Sport ). R/T signifie Road/Track. Les modèles R / T sont généralement livrés avec des badges R/T et une combinaison de suspension améliorée, de pneus, de freins et souvent de moteurs plus performants. De nombreux modèles sont également livrés avec une peinture et une livrée ainsi que des kits de carrosserie agressifs. En 2004, la division de Chrysler, SRT, a remplacé R/T dans le rôle de préparateur du groupe pour les véhicules Dodge, bien que le niveau de finition R/T soit toujours utilisé sur de nombreux modèles actuels.

## Modèles actuels
| Véhicule          | Type                                      | Moteur                                   | (0 à 100 km/h) |
| ----------------- | ----------------------------------------- | ---------------------------------------- | -------------- |
| Dodge Charger R/T | Électrique                                | 2 moteurs électriques synchrones, 496 ch | 4,7 s          |
| Dodge Durango R/T | V8                                        | 5.7L Hemi, 360 ch                        | 7,3 s          |
| Dodge Hornet R/T  | 4 cylindres en ligne Hybride rechargeable | 1.3L turbocompressé                      | 5,5 s          |

## Anciens modèles
| Véhicule                                | Type | Moteur                                                                           | (0–100 km/h) |
| --------------------------------------- | ---- | -------------------------------------------------------------------------------- | ------------ |
| Dodge Spirit R/T 1991-1992              | I4   | 2.2L Chrysler Turbo III DOHC 224 ch                                              | 5.8 s        |
| Dodge Daytona IROC R/T 1992-1993        | I4   | 2.2L Chrysler Turbo III DOHC 224 ch                                              | 6.0 s        |
| Dodge Neon R/T 1998-1999                | I4   | 2.0L ECC 150 ch                                                                  | 7.5 s        |
| Dodge Neon R/T 2001-2004                | I4   | 2.0L Magnum 150 ch                                                               | 7.6 s        |
| Dodge Caliber R/T 2007-2010             | I4   | 2.4L 172 ch                                                                      | 10.1 s       |
| Dodge Stealth R/T 1991-1996             | V6   | 3.0L Mitsubishi DOHC 6G72 222 ch 3.0L Mitsubishi Twin-Turbo DOHC 6G72 300-320 ch | --- 5.3 s    |
| Dodge Intrepid R/T 2000-2002            | V6   | 3.5L EGG 242-244 ch                                                              |              |
| Dodge Stratus R/T 2001-2005             | V6   | 3.0 Mitsubishi SOHC 6G72 200 hp                                                  | 7.4 s        |
| Dodge Nitro R/T 2007-2009               | V6   | 4.0L EGG 260 ch                                                                  | 7.7 s        |
| Dodge Avenger R/T 2008-2010 / 2012-2014 | V6   | 3.5L EGF 235 ch 3.6L Pentastar, 283 ch                                           | 6.0 s        |
| Dodge Journey R/T 2009-2016             | V6   | 3.5L EGF 235 ch 3.6L Pentastar 283 ch                                            | 8.0 s 6.2 s  |
| Dodge Coronet R/T 1967-1970             | V8   | 7.0L 426 Hemi 425 ch 7.2L 440 Six Pack 390 ch 7.2L 440 Magnum 375 ch             | 6.1 s 7.0 s  |
| Dodge Charger R/T 1968-1971             | V8   | 7.0L 426 Hemi 425 ch 7.2L 440 Six Pack 390 ch                                    | 5.3 s 7.4 s  |
| Dodge Challenger R/T 1970-1971          | V8   | 7.0L 426 Hemi 425 ch 7.2L 440 Six Pack 390 ch 6.3L 383 Magnum 335 ch             | --- 6.2 s    |
| Dodge Aspen R/T 1976-1979               | V8   | 5.9L 360 170-195 ch                                                              | 9.9 s        |
| Dodge Dakota R/T 1998-2003              | V8   | 5.9L Magnum 250 ch                                                               | 7.0 s        |
| Dodge Durango R/T 2000-2003             | V8   | 5.9L Magnum 250 ch                                                               | 8.2 s        |
| Dodge Magnum R/T 2005-2008              | V8   | 5.7L Hemi 340-350 ch                                                             | 6.1 s        |
| Dodge Ram 1500 R/T 2005-2018            | V8   | 5.7L Hemi 345 ch (2006-2008) / 390 ch (2009-2012) / 395 ch (2013-2018)           | 5.7 s        |
| Dodge Charger R/T 2006-2023             | V8   | 5.7L Hemi 340-350 ch (2006-2008) / 370 ch (2009-2010)                            | 5,3 s        |
| Dodge Challenger R/T 2008-2023          | V8   | 5.7L Hemi, 375 ch (manuel) / 372 ch (automatique)                                | 5,0 s        |
| Dodge Viper RT/10 1992-2002             | V10  | 8.0L Viper 400 ch (1992-1995) / 450-460 ch (1996-2002)                           |              |

## Autres modèles utilisant les caractéristiques R/T
| Véhicule                            | Type | Moteur                                                        | (0 à 100 km/h) |
| ----------------------------------- | ---- | ------------------------------------------------------------- | -------------- |
| Dodge Coronet Super Bee 1968-1970   | V8   | 7.0L 426 Hemi 425 ch 6.3L 383 Magnum 335 ch                   | ---            |
| Dodge Charger Daytona 1969          | V8   | 7.0L 426 Hemi 425 ch 7.2L 440 Magnum 375 ch                   | ---            |
| Dodge Charger Super Bee 1971        | V8   | 7.0L Chrysler 426 Hemi moteur 425 hp 7.2L 440 Six Pack 385 ch | ---            |
| Dodge Ram 1500 SS / T 1997-1998     | V8   | 5.9L Magnum 245 ch                                            | ---            |
| Dodge Ram 1500 Rumble Bee 2004-2005 | V8   | 5.7L Hemi 345 ch                                              | ---            |
| Dodge Charger Daytona 2006-2009     | V8   | 5.7L Hemi 350 ch (2006-2008) / 370 ch (2009)                  | ---            |

## Concept utilisant la finition R/T
| Véhicule                                | Type | Moteur            | (0 à 100 km/h) |
| --------------------------------------- | ---- | ----------------- | -------------- |
| Dodge Copperhead 1997                   | V6   | 2.7L LH 220 ch    | ---            |
| Dodge Sidewinder 1997                   | V10  | 8.0L Viper 640 ch | ---            |
| Dodge Charger R / T (concept 1999) 1999 | V8   | 4.7L 325 ch       | ---            |
| Dodge Super 8 Hemi 2001                 | V8   | 5.7L Hemi 353 ch  | ---            |

## Galerie

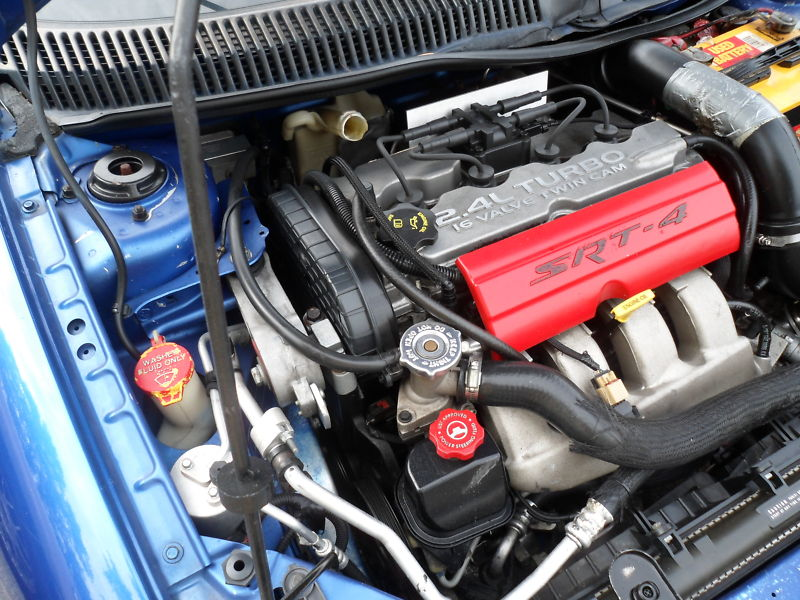
Le moteur turbocompressé 2.4L de la Chrysler Neon utilisé dans la Dodge Neon SRT-4, également utilisé dans la Dodge Stratus R/T.
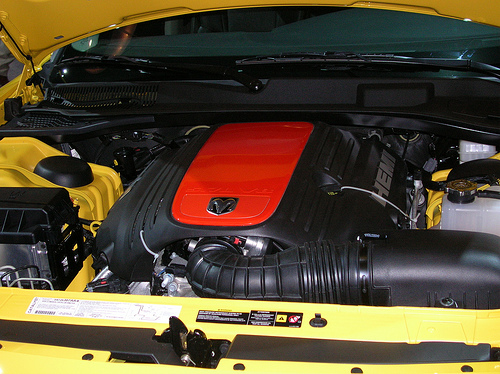
Le moteur 5.7L Hemi est utilisé dans la plupart des véhicules R/T V8 modernes.
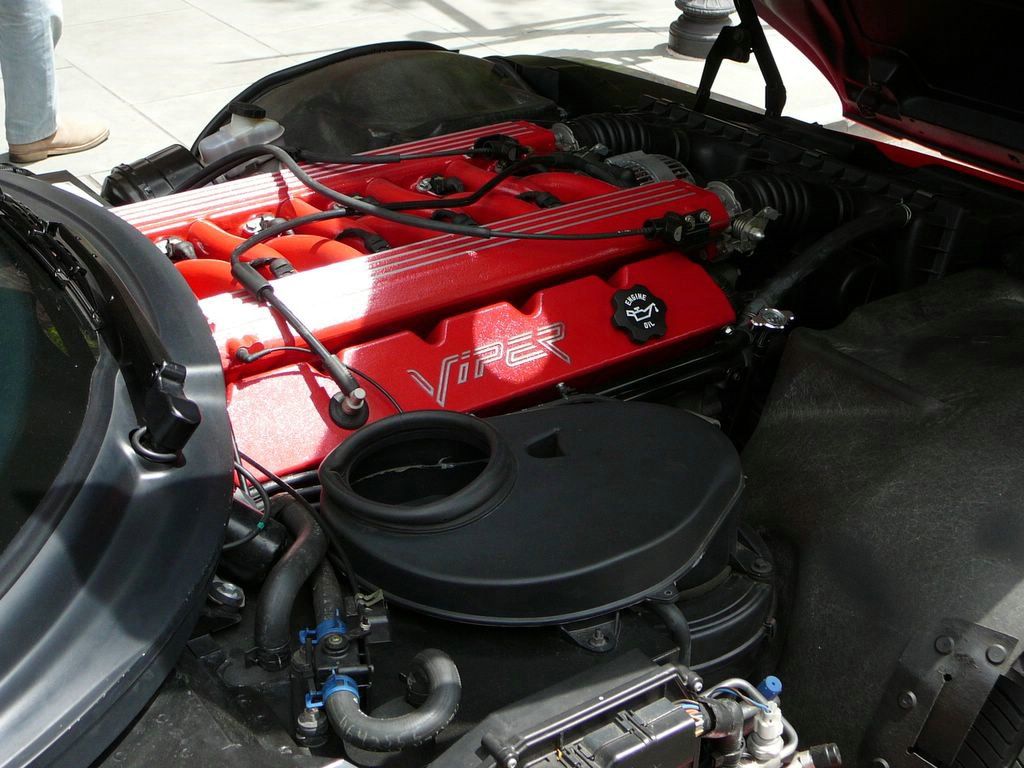
Une photo du moteur Viper 8.0L utilisé dans la Dodge Viper RT/10 et dans le concept Dodge Sidewinder.
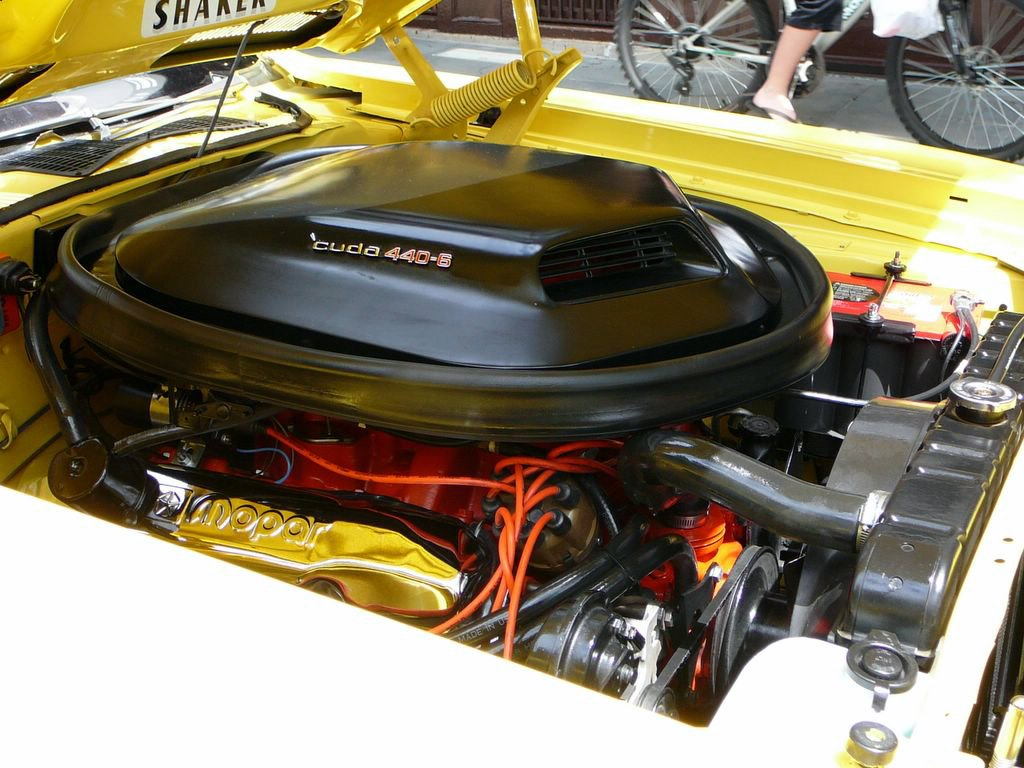
Le moteur 7.2L 440 SixPack, utilisé dans la plupart des muscle cars classiques fabriquées par Dodge et Plymouth .
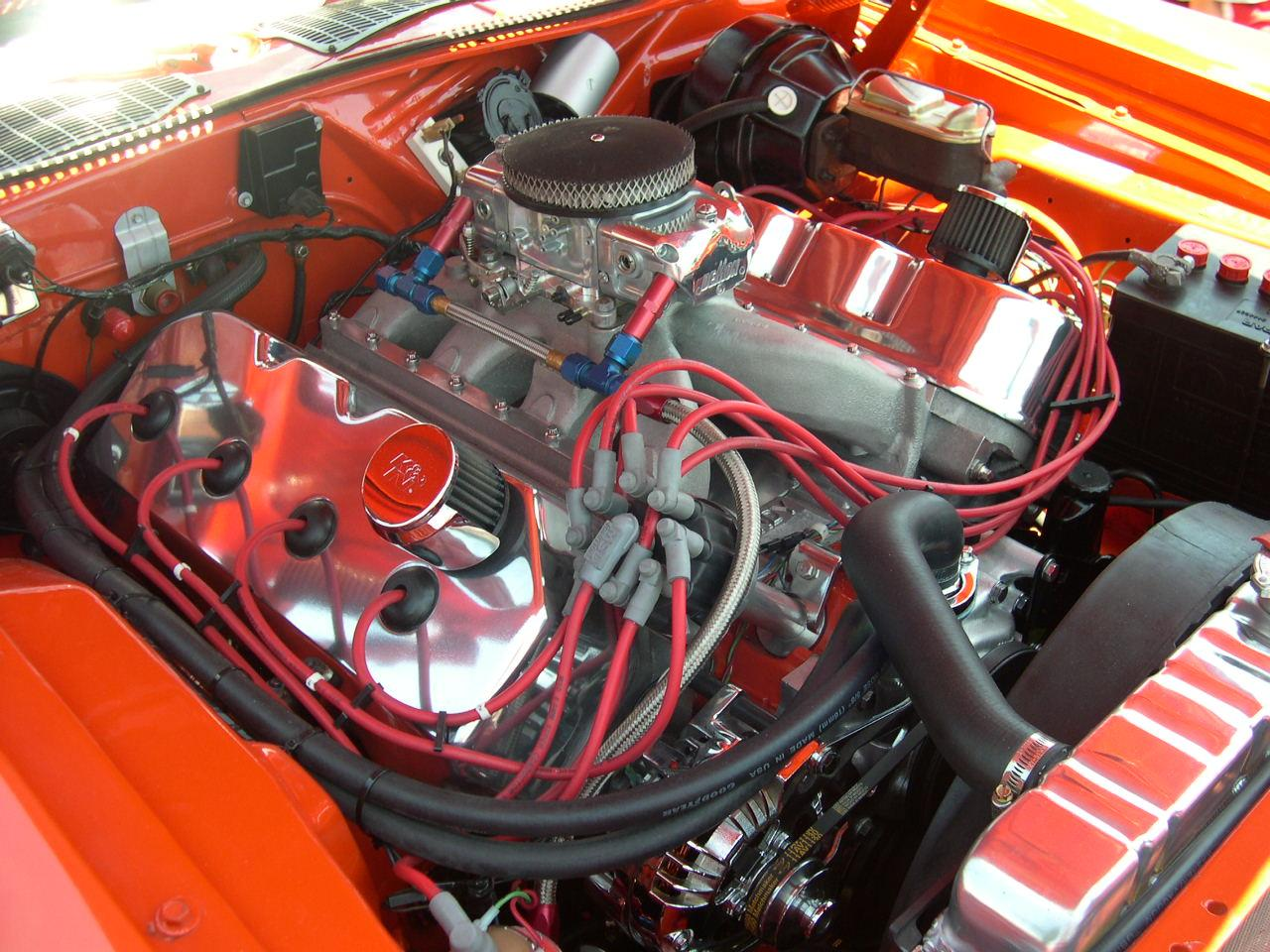
Une image du moteur 7,0L Hemi classique d'une puissance de 425 ch.

## Voir également
- SRT
- Mercedes-AMG
- Chevrolet SS
- BMW M